# Загальна хірургія
Загальна хірургія — це медична спеціальність, яка займається діагностикою, лікуванням та управлінням різноманітними хірургічними станами. Загальні хірурги є медичними фахівцями, які мають широкі знання та навички у багатьох галузях хірургії.
Загальна хірургія охоплює велику кількість процедур, включаючи, але не обмежуючись, хірургічне лікування травм, операції на органах грудної порожнини (наприклад, легені, серце), органах черевної порожнини (наприклад, шлунок, кишечник), органах тазу (наприклад, сечовий міхур, простата) та інших органах і тканинах.
Загальні хірурги також виконують маніпуляції, пов'язані з діагностикою, наприклад, біопсію тканин або цитологічний аналіз.
Основні принципи загальної хірургії включають проведення анамнезу пацієнта, фізичний огляд, діагностику, планування та виконання операцій та післяопераційний догляд. Загальні хірурги також можуть співпрацювати з іншими спеціалістами, такими як анестезіологи, онкологи, гастроентерологи та інші, для надання оптимальної медичної допомоги пацієнту.
Загальна хірургія є однією з основних галузей хірургії та забезпечує важливу роль у лікуванні хворих з різноманітними хірургічними проблемами.